# Klarer See (Krackow)
Der Klare See ist ein See bei Schuckmannshöhe im Landkreis Vorpommern-Greifswald in Mecklenburg-Vorpommern.
Das etwa 2,6 Hektar große Gewässer befindet sich im Gemeindegebiet von Krackow und liegt bei Schuckmannshöhe. Der See hat keinen natürlichen Abfluss, verfügt aber mit Gräben im Norden und Süden über Zuflüsse. Die maximale Ausdehnung des Klaren Sees beträgt etwa 220 mal 140 Meter.